# Sloan MacKenzie
Sloan MacKenzie (Halifax, 16 de maio de 2002) é uma canoísta canadense.

## Carreira
Nos Jogos Olímpicos de Verão do Canadá de 2022, na Região de Niagara, MacKenzie ganhou quatro medalhas de ouro competindo pela Nova Escócia. MacKenzie fez sua estreia na equipe sênior em 2022 e ganhou a medalha de ouro no C-4 500 m no Campeonato Mundial de Canoagem Velocidade da ICF de 2022. Isso foi seguido por duas medalhas de bronze no Campeonato Mundial de Canoagem Velocidade da ICF de 2023. Em setembro de 2023, MacKenzie foi nomeada para a equipe canadense dos Jogos Pan-Americanos de 2023, onde conseguiu a medalha de ourono evento C-2 500 m.
Nos Jogos Olímpicos de Verão de 2024, em Paris, conquistou a medalha de prata na Canoagem nos Jogos Olímpicos de Verão de 2024 - C-2 500 m feminino, ao lado de Katie Vincent, com o tempo de 1:54.36 minuto.